# Lama
Lama (tibetanski:  བླ་མ) je naslov za učitelja darme u tibetanskom budizmu. 
Danas je to počasni naslov za budističkog monaha, ali u povijesti se koristio za duhovnog vođu ili poglavara manastira. Također može označavati i dio titule, npr. kao kod Dalaj Lame. Često se greškom ovaj naslov pripisuje svim budističkim monasima, a tibetanski budizam nazivaju lamaizmom i smatraju ga posebnom religijom, a ne dijelom budizma.